# Барбарушинце
Барбарушинце је насељено место града Врања у Пчињском округу. Према попису из 2022. било је 38 становника (према попису из 1991. било је 116 становника).

## Порекло становништва
Село су основали браћа Крагуј и Ариз, који су се доселили од Призрена у другој половини XVIII века, његов се брата потом преселио у Вишевцу и основао то село. Од Крагуља воде порекло ове породице: Бојинци, Станковци, Јанкеровци, Воденичари, Јанчини, Царевци, Стојановци, Ришинци, Дунђерци, Анђелковци, Цветановци и други, славе св. Арханђела. Остале породице са свега неколико кућа су старином из околине. подаци датирају из 1903. год

## Демографија
У насељу Барбарушинце живи 77 пунолетних становника, а просечна старост становништва износи 48,4 година (45,9 код мушкараца и 51,5 код жена). У насељу има 33 домаћинства, а просечан број чланова по домаћинству је 2,61.
Ово насеље је у потпуности насељено Србима (према попису из 2002. године).
|  |

| Демографија | Демографија | Демографија |
| Година      | Становника  | Становника  |
| ----------- | ----------- | ----------- |
| 1948.       | 353         |             |
| 1953.       | 351         |             |
| 1961.       | 342         |             |
| 1971.       | 264         |             |
| 1981.       | 199         |             |
| 1991.       | 116         | 116         |
| 2002.       | 86          | 86          |

| Етнички састав према попису из 2002.‍ | Етнички састав према попису из 2002.‍ | Етнички састав према попису из 2002.‍ | Етнички састав према попису из 2002.‍ | Етнички састав према попису из 2002.‍ |
| ------------------------------------ | ------------------------------------ | ------------------------------------ | ------------------------------------ | ------------------------------------ |
|                                      |                                      |                                      |                                      |                                      |
| Срби                                 | Срби                                 |                                      | 86                                   | 100,0%                               |
| непознато                            | непознато                            |                                      | 0                                    | 0,0%                                 |

| Година пописа     | 1948. | 1953. | 1961. | 1971. | 1981. | 1991. | 2002. |
| ----------------- | ----- | ----- | ----- | ----- | ----- | ----- | ----- |
| Број домаћинстава | 52    | 52    | 52    | 50    | 53    | 38    | 33    |

| Број чланова      | 1 | 2  | 3 | 4 | 5 | 6 | 7 | 8 | 9 | 10 и више | Просек |
| ----------------- | - | -- | - | - | - | - | - | - | - | --------- | ------ |
| Број домаћинстава | 7 | 13 | 6 | 3 | 1 | 3 | 0 | 0 | 0 | 0         | 2,61   |

| Пол    | Укупно | Неожењен/Неудата | Ожењен/Удата | Удовац/Удовица | Разведен/Разведена | Непознато |
| ------ | ------ | ---------------- | ------------ | -------------- | ------------------ | --------- |
| Мушки  | 43     | 15               | 23           | 5              | 0                  | 0         |
| Женски | 36     | 6                | 23           | 7              | 0                  | 0         |
| УКУПНО | 79     | 21               | 46           | 12             | 0                  | 0         |

| Пол    | Укупно                    | Пољопривреда, лов и шумарство | Рибарство                            | Вађење руде и камена | Прерађивачка индустрија       |
| ------ | ------------------------- | ----------------------------- | ------------------------------------ | -------------------- | ----------------------------- |
| Мушки  | 23                        | 8                             | 0                                    | 3                    | 3                             |
| Женски | 12                        | 8                             | 0                                    | 0                    | 2                             |
| УКУПНО | 35                        | 16                            | 0                                    | 3                    | 5                             |
| Пол    | Производња и снабдевање   | Грађевинарство                | Трговина                             | Хотели и ресторани   | Саобраћај, складиштење и везе |
| Мушки  | 0                         | 0                             | 0                                    | 0                    | 0                             |
| Женски | 0                         | 0                             | 0                                    | 0                    | 0                             |
| УКУПНО | 0                         | 0                             | 0                                    | 0                    | 0                             |
| Пол    | Финансијско посредовање   | Некретнине                    | Државна управа и одбрана             | Образовање           | Здравствени и социјални рад   |
| Мушки  | 0                         | 0                             | 1                                    | 0                    | 0                             |
| Женски | 0                         | 0                             | 0                                    | 0                    | 0                             |
| УКУПНО | 0                         | 0                             | 1                                    | 0                    | 0                             |
| Пол    | Остале услужне активности | Приватна домаћинства          | Екстериторијалне организације и тела | Непознато            | Непознато                     |
| Мушки  | 0                         | 0                             | 0                                    | 8                    | 8                             |
| Женски | 0                         | 0                             | 0                                    | 2                    | 2                             |
| УКУПНО | 0                         | 0                             | 0                                    | 10                   | 10                            |